# Giulio Agostini
Giulio Agostini (Perugia, 5 dicembre 1892 – Perugia, 3 giugno 1978) è stato un politico italiano.

## Biografia
Figlio di Cesare Agostini, senatore e direttore dell'ospedale psichiatrico di Perugia, e fratello maggiore del militare e agronomo Augusto, fu esponente di spicco del fascismo perugino. Dal 1940 al 1943 fu podestà di Perugia, ultimo in carica prima della liberazione.
Come il padre, diresse l'ospedale psichiatrico di Perugia dal 1928 al 1965 e fu professore della clinica neurologica dell'Università degli Studi di Perugia.
Morì il 3 giugno 1978 all'età di 85 anni.